# Departamento del Nordeste (Antioquia)
Nordeste fue uno de los departamentos en que se dividía el Estado Soberano de Antioquia (Colombia). Fue creado en 1877, a partir del territorio nororiental del departamento del Norte. Tenía por cabecera a la ciudad de Remedios. El departamento comprendía el territorio de las actuales regiones antioqueñas del Nordeste y Bajo Cauca.

## División territorial
El departamento al momento de su creación estaba dividido en los distritos de Remedios (capital), Amalfi, Nechí, Cáceres, San Martín y Zaragoza.